# Baccalà (singolo)
Baccalà è un singolo di Serena Brancale pubblicato il 7 febbraio 2024 dall'etichetta Isola degli Artisti.

## Descrizione
Il brano, un funk carioca cantato completamente in dialetto barese di Ceglie del Campo, si avvale della collaborazione di Dropkick_m al finger drumming. Il videoclip è  diventato virale soprattutto su Instagram e TikTok ricevendo più di 5 milioni di visualizzazioni.

## Tracce
Testi di Serena Brancale, musiche di Serena Brancale, Manuel Finotti e Massimiliano Marchio.
1. Baccalà – 2:01